# Synagogue de Pécs

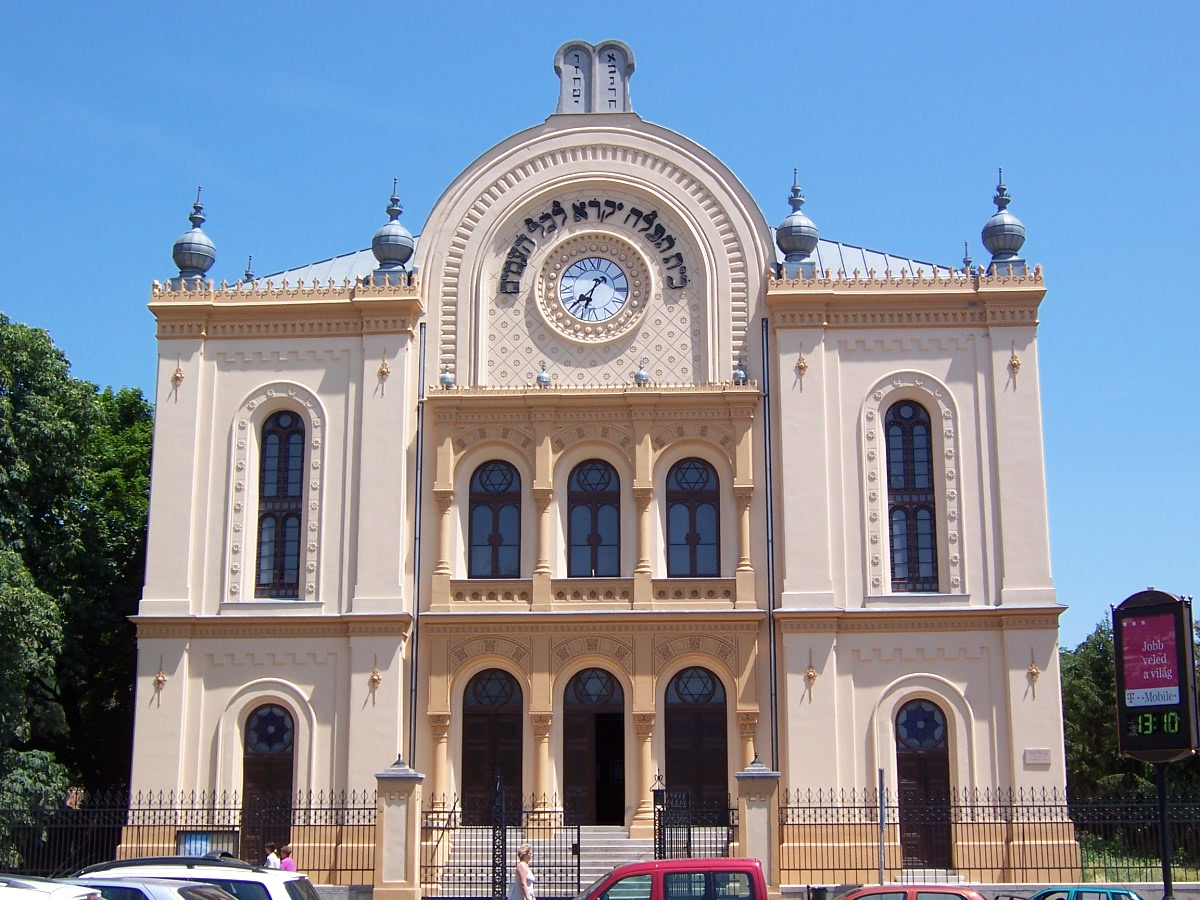
Façade

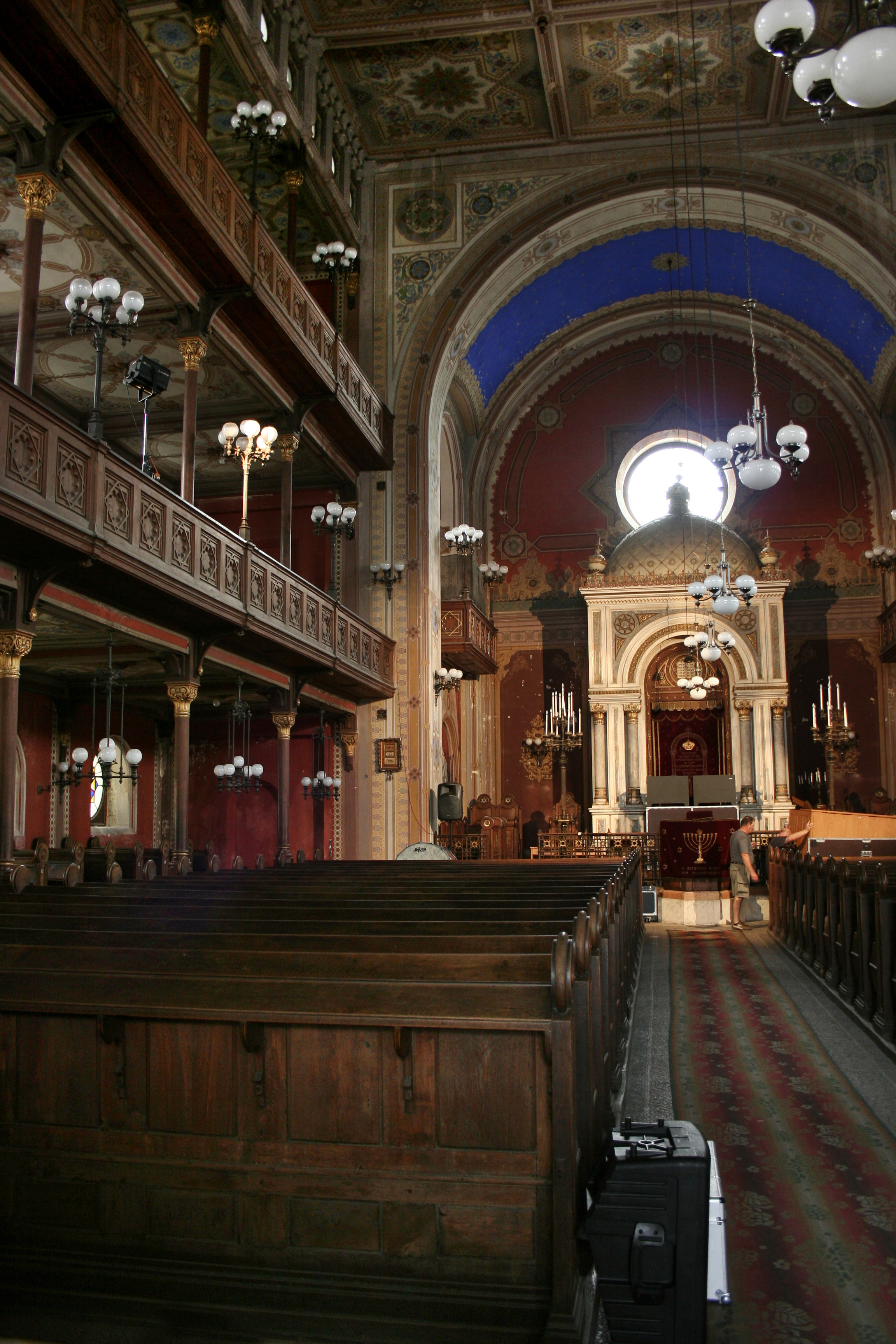
Intérieur

La grande synagogue de la ville hongroise de Pécs est un lieu de culte juif avec une communauté toujours active.

## Histoire
Les Juifs vivaient dans la ville avant même l'occupation ottomane de la Hongrie. Après leur départ en 1692, les habitants se jurent de n'autoriser que les catholiques à s'installer dans la ville. Malgré les conditions-cadres défavorables, les Juifs ont pu s'installer à nouveau. Un cimetière juif a été aménagé en 1827 et la première synagogue a été construite en 1843, mais elle est vite devenue trop petite.

## Architecture
Le bâtiment actuel a été achevé en juillet 1869 et est stylistiquement basé sur le roman. La façade a été restaurée entre 1980 et 1983.
Le magnifique intérieur est encore dans son état d'origine. Les formes géométriques, les éléments floraux et fruitiers déterminent l'impression. Le plafond, décoré d'étoiles, est optiquement séparé de la pièce principale par une balustrade en bronze richement ornée. Sous un grand baldaquin composé de puissantes colonnes de marbre se trouve la table de la Torah et le Livre des larmes, qui contient les noms de 3 022 Juifs qui ont été principalement déportés vers le camp de concentration d'Auschwitz et assassinés pendant la Seconde Guerre mondiale. Le Ner Tamid sous la forme d'une étoile de David symbolise la présence éternelle de Dieu. Il y a aussi des sièges pour les membres plus âgés de la congrégation, la chaire et la menorah. Des plaques commémoratives sur les murs avec des inscriptions en hébreu font référence au dernier service en 1944. L'orgue historiquement précieux provient de la société Angster et a été installé dans l'église en mars 1869. À droite et à gauche de la nef principale se trouvent des « bougies de l'âme » dans des récipients en verre. Sur le côté gauche de la nef principale, il y a aussi un bassin d'eau qui est utilisé pour le nettoyage rituel symbolique. Il y a une horloge au-dessus du bassin d'eau, qui indique les heures de la prière du samedi.
La synagogue est rattachée à une école juive encore active aujourd'hui.

## Littérature
- Rudolf Klein : Zsinagógák Magyarországon 1782–1918 : fejlődéstörténet, tipológia és építészeti jelentőség / Synagogues en Hongrie 1782–1918. Généalogie, typologie et signification architecturale . TERC, Budapest 2011  (ISBN 978-963-9968-01-1), p. 235-240. (non évalué)

## Liens web
- Churches (Memento vom 6. September 2009 im Internet Archive) (englisch)